# Abisara lemée-pauli
Abisara lemée-pauli är en fjärilsart som beskrevs av Lemée 1950. Abisara lemée-pauli ingår i släktet Abisara och familjen Riodinidae. Inga underarter finns listade i Catalogue of Life.